# Jezarotes tamanukii
Jezarotes tamanukii är en stekelart som beskrevs av Tohru Uchida 1928. Jezarotes tamanukii ingår i släktet Jezarotes och familjen brokparasitsteklar. Inga underarter finns listade i Catalogue of Life.